# Mačkovac (Lopare, BiH)
Mačkovac je naseljeno mjesto u sastavu općine Lopare, Republika Srpska, BiH.

## Stanovništvo
| Mačkovac           |              |
| godina popisa      | 1991.        |
| Srbi               | 371 (90,71%) |
| Muslimani          | 2 (0,49%)    |
| Hrvati             | 2 (0,49%)    |
| Jugoslaveni        | 22 (5,79%)   |
| ostali i nepoznato | 12 (2,92%)   |
| ukupno             | 409          |